# ラー麦

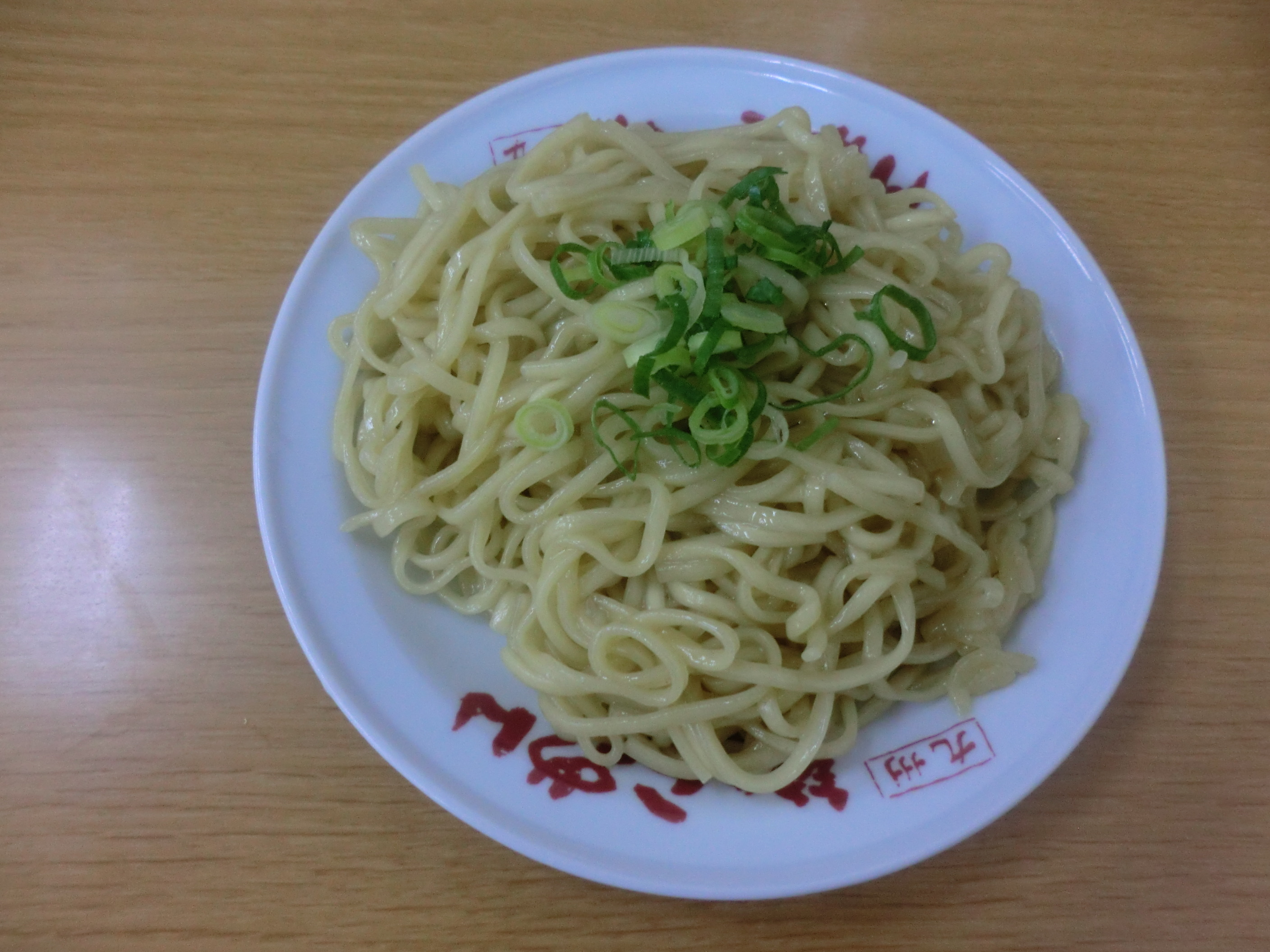
ラー麦を使用した麺

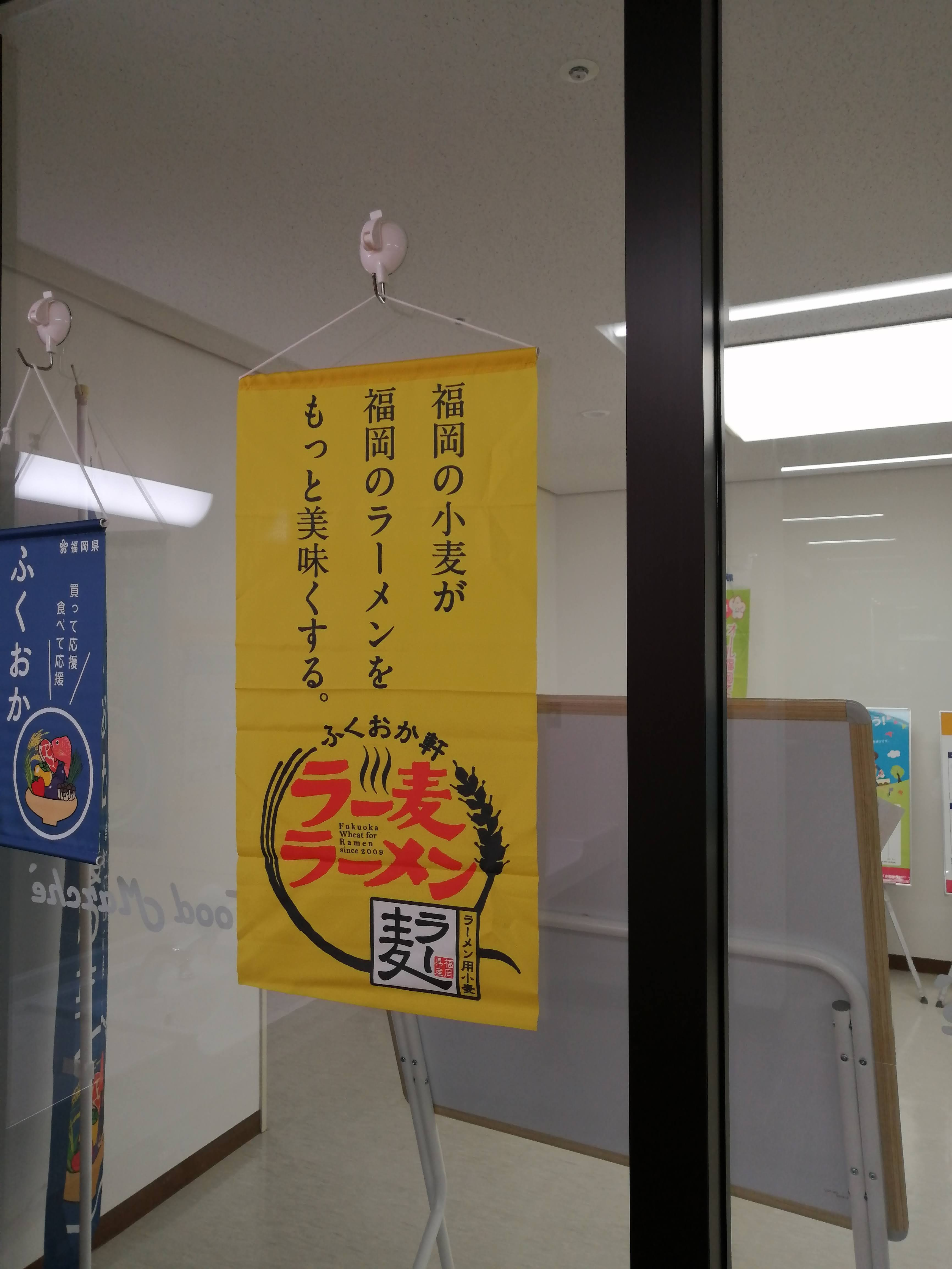
ラー麦ラーメンの吊り下げ旗

ラー麦（ラーむぎ）は、福岡県が博多ラーメンのために開発した小麦、またその商標である。

## 概要
福岡県はラーメン県として知られていながら、麺の原料となる小麦粉を外国産に頼っている状態だった。そこで、地産地消によって福岡ラーメンの魅力を高めることを目的として、2007年度に開発された品種である。正式な品種名は「ちくしW2号」である。
2008年9月に名称公募を行い、名称を「ラー麦」とすることが決まった。なお、「ラー麦」は福岡県によって商標登録されている。
生産体制としては、福岡県内の農家によって限定生産されている。2009年に149ヘクタールだった作付面積は、2016年には約1770ヘクタールまで増加した。これは福岡県の小麦作付面積の11％にあたる。
麺にした時に、コシが強く、茹で伸びしにくい、甘みがあるなど、ラーメンに適した特性を持っている。特に博多ラーメンのストレートな細麺に適合するとされる。

## 主な使用店舗

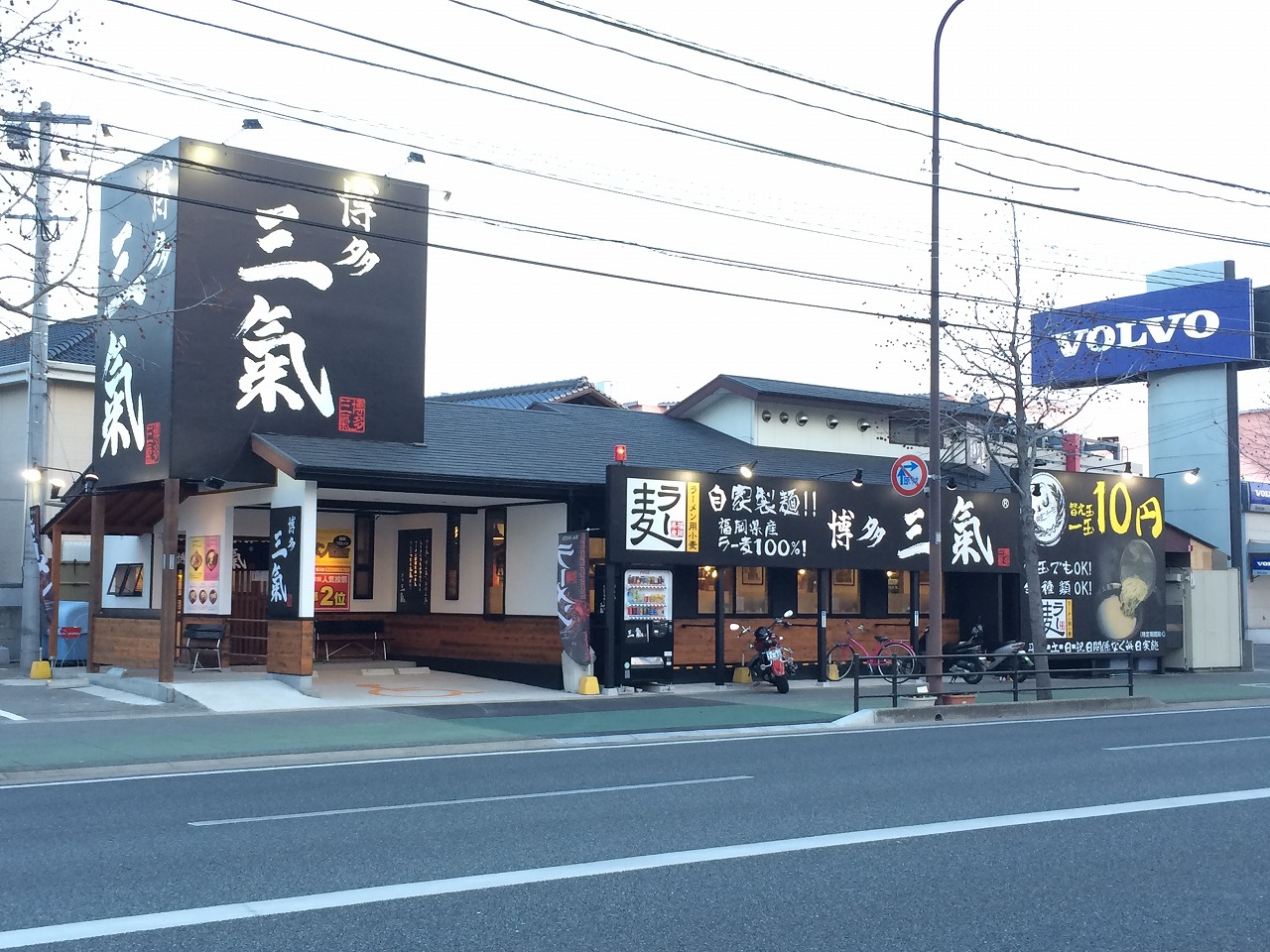
ラー麦使用店舗の例 (博多三氣 姪浜大通り福重店)

- 一蘭
- 筑豊ラーメン山小屋
- 博多一風堂
- 大砲ラーメン
- 博多三氣
- 博多ラーメンしばらく
- 長浜将軍

（2010年3月5日現在）

## 主な使用製品
- 棒状ラー麦ラーメン（サンポー食品株式会社）
- 棒状ラー麦冷し中華　中華だれ（サンポー食品株式会社）
- 棒状ラー麦つけ麺　魚介醤油味（サンポー食品株式会社）
- ラー麦ラーメン4食（株式会社彩食工房）